# فریتس اومگلتر
فریتس اومگلتر (آلمانی: Fritz Umgelter؛ ‏ ۱۸ اوت ۱۹۲۲ – ۹ مهٔ ۱۹۸۱) کارگردان تلویزیونی، کارگردان فیلم و فیلم‌نامه‌نویس اهل آلمان بود.
از فیلم‌ها یا مجموعه‌های تلویزیونی که وی در آن‌ها نقش داشته است، می‌توان به تنها باد و زندگی عجیب و غریب بارون فریدریش فون در ترنک اشاره کرد.